# Économie de l'offre
L’« économie de l'offre » ou « politique de l'offre », est un ensemble de politiques économiques d'orientation libérale, qui soutient que des politiques de soutien à l'offre (c'est-à-dire aux entreprises) permettent de stimuler la croissance économique. 
Ses tenants considèrent souvent que la faiblesse de la croissance réside dans les freins ou obstacles que rencontrent les acteurs économiques : prélèvements excessifs (cotisations sociales et impôts), salaires insuffisamment soumis à la concurrence du marché, régulation excessive des marchés, etc. Pour les partisans de cette école, les producteurs sont étranglés par des surcoûts qui empêchent l'initiative privée de produire ses effets dynamiques, tandis que les travailleurs sont démotivés au travail du fait de l'existence de prélèvements fiscaux réputés confiscatoires.

## Concept
Selon les partisans de « l'économie de l'offre », l'objectif de croissance ne peut être atteint qu'en levant le plus possible les freins fiscaux et réglementaires qui entravent leur développement. Il s'agit donc de lever les freins à l'initiative privée en diminuant les prélèvements obligatoires pesant 
- sur l'activité des entreprises (impôt sur les sociétés, taxe professionnelle, etc.) ;
- sur les revenus des travailleurs (comme les cotisations sociales).

Inversement, des subventions peuvent et doivent le cas échéant être accordées aux entreprises dans certains secteurs économiques, si les objectifs attendus le justifient.
Le courant de l'économie de l'offre se rattache à la pensée libérale. Il combat activement les écoles de pensée majeures à savoir :
- l'économie de la demande (le keynésianisme), qui voit la dynamique économique dans le principe de demande effective. Au point de stimuler celle-ci ou d'y suppléer le cas échéant par la dépense publique ;
- l'école monétariste, qui voit la dynamique économique à travers le prisme de la théorie quantitative de la monnaie. Au point de privilégier la gestion de la masse monétaire.

Cette école de pensée voit le jour dans les années 1970, alors que les politiques sont hésitants (la politique de la demande keynésienne ne semble plus être efficace dans les pays développés) et ne savent quelle ligne de conduite adopter pour faire face aux chocs pétroliers et pour remédier à la situation de stagflation (situation de stagnation combinée avec une poussée de l'inflation).
Cette école de pensée a contribué à développer et à alimenter un vaste mouvement politique néo-liberal(inspiré par une philosophie conservatrice mise en œuvre dès les années 1980 aux États-Unis et au Royaume-Uni) dans lequel on trouve aussi des mouvements comme les libertariens (parfois appelés « anarcho-capitalistes »).

## Historique
La réflexion économique avait déjà pointé l'importance de l'offre dans le jeu économique : Ricardo et Jean-Baptiste Say avaient largement exploré ce thème. Ainsi la Loi de Say (dite aussi « Loi des débouchés ») pose le principe selon lequel « l’offre crée sa propre demande ». Dit autrement, « c’est la production qui ouvre des débouchés aux produits ».
Cependant, ce que l'on appelle « l'économie de l'offre » désigne un mouvement de pensée tout à fait contemporain, né dans un contexte particulier :
- Le terme « Économie de l'offre » fut forgé par le journaliste américain Jude Wanniski en 1975. Alors que Ronald Reagan était gouverneur de Californie, des groupes de pression réussissent à faire voter en 1978 par cet État une réduction de taxes[1]. L'année suivante Arthur Laffer et Jp Seymour publient « The Economics of the tax revolt »[4].

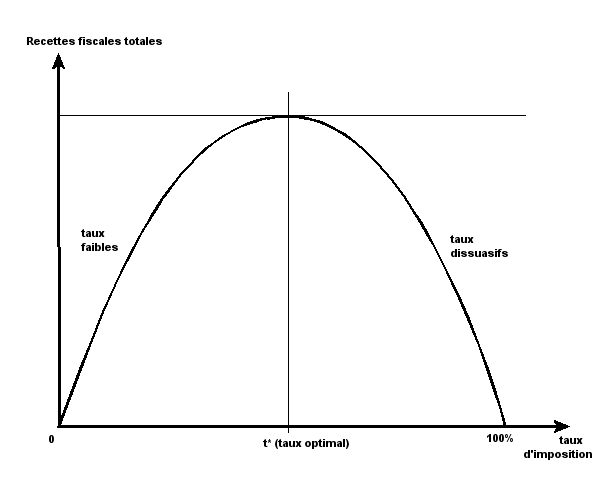
La courbe de Laffer.

- Alors que le mouvement d'opinion se diffuse progressivement sur l'ensemble des États-Unis, cette école de pensée se formalise et se structure pour dénoncer les effets négatifs d'un prélèvement fiscal « excessif ». 
  - Une forte imposition décourage les opérateurs économiques en abaissant l'attractivité du travail vis-à-vis du loisir.
  - Pourquoi travailler davantage si, du fait de l'imposition, l'utilité marginale du travail décroît ?

- Selon Arthur Laffer (voir courbe de Laffer), un niveau d'imposition trop élevé risque à terme de diminuer les recettes totales de l'État.
  - À la suite d'une hausse de l'impôt, les recettes fiscales augmentent à court terme. Mais dans le même temps, les opérateurs se démotivent.
  - Puis, l'activité se réduit, et les recettes fiscales diminuent.
  - Il convient donc -a contrario- de diminuer le taux marginal d'imposition, pour favoriser l'activité, et par suite constater la hausse des recettes fiscales.

- Les Libertariens (dont David Friedman, le fils de Milton Friedman, qui reproche à son père et à Hayek de « n'être pas assez radicaux dans leur anti-Étatisme »[5]) vont encore plus loin : « ils vont jusqu'à retirer à l'État des fonctions qu'Adam Smith et ses successeurs libéraux lui reconnaissaient : armée, police, justice, éducation, et production de certaines infrastructures essentielles, telles que le système de transport »[1].

D'après Laurent de Boissieu, le Parti social-démocrate d'Allemagne (SPD) est le premier parti social-démocrate, « au nom du pragmatisme, à se rallier aux politiques libérales de l’offre », après avoir « été le premier, en 1959, lors de son fameux congrès de Bad Godesberg, à renoncer à toute référence au marxisme ».
Elle est souvent associée aux changements de la politique économique américaine sous la présidence de Ronald Reagan au point qu'on la désigne souvent par le terme « reaganomics » . Selon les tenants de cette conception, la manière la plus efficace d’obtenir une croissance économique élevée sur le moyen et le long terme est d’aider les entreprises à produire davantage de biens et services, de les inciter à entrer sur de nouveaux marchés.

## Controverses
Dans le débat théorique économique, l'économie de l'offre a justifié la réduction des dépenses publiques mise en œuvre aux États-Unis, au Royaume-Uni et dans l'Union Européenne et préconisée par les néolibéraux dès les années 1980.
Selon Joseph Stiglitz, économiste nouveau keynésien, l'économie de l'offre est complètement discréditée et ce n'est même plus un sujet de débat chez les économistes de ce début de 21e siècle. Selon lui, abaisser les impôts ou les charges des entreprises ne contribue pas à relancer l'économie.